# Eigil Schwab
Eigil  Vilhelm Schwab (före 1908 Hansen), född 28 mars 1882 i Stockholm, död 4 juli 1952 i Stockholm, var en svensk konstnär, målare, grafiker, keramiker, illustratör, skämttecknare och skriftställare.

## Biografi
Schwab studerade vid Tekniska skolan och Högre konstindustriella skolan i Stockholm 1898–1901 samt vid Konstakademien 1901–1906 där han tilldelades akademiens andra medalj 1906. Han tilldelades ett resestipendium 1909 som han använde för konststudier i Tyskland och Frankrike. Från sin tid i Frankrike finns brev bevarade där han visar sin uppskattning av Paul Cézanne och de andra impressionisterna medan han var helt oförstående till Matisseexpressionismen. Han hörde till de mer beresta svenska konstnärerna och företog fram till 1926 ett flertal resor som sträckte sig från Archangelsk till Nordafrika. Från början specialiserade han sig på porträttmåleri men efter att han lärt känna Axel Tallberg och deltagit i Tallbergs etsningskurs 1905 övergick han mer till etsningar, men grafiken kom dock endast bli en avgränsad företeelse i hans produktion. En avgörande betydelse för hans konstnärskap innebar kontakten med Hasse Z., som förmedlades av Albert Engström och som resulterade i ett långvarigt medarbetarskap i Söndags-Nisse och andra publikationer. 
Redan under sin akademitid visade han ett intresse för teckning och det var inom detta område han kom att göra sin främsta insats. Hans tidiga teckningar påminner lite om Langes och Torsten Schonbergs men med tiden skapade han en egen stil med en rapp och drastisk penselskrift där linjerna kunde få en tung fyllighet. Som skämttecknare i Söndagsnisse-Strix och senare Dagens Nyheter utvecklade han en schvungfull stil med drag från Albert Engström och OA medan bidragen till Erik Lindorms skämttidning Naggen under första världskriget är betydligt vassare och slagkraftiga där han hämtat impulser från Simplicissimustecknarna. På 1920-talet övergav han den linjära tekniken och övergick mer till en målerisk teckningstil där han närmade sig det kinesiska tuschmåleriet. Under årens lopp kom han som illustratör att illustrera ett flertal böcker och tidskrifter bland annat illustrerade han Birger Sjöbergs Fridas bok 1924, Hasse Z:s kåserisamlingar 1917–1926 samt Pelle Molins Ådalens poesi. Hans största illustrationsarbete var illustrationerna till bokverket Sverige med en serie gouacher med motiv från svenska landskap och miljöer, som påbörjades 1928 men sedan fyra band hade utkommit valde förlaget att lägga ner produktionen. Han har utfört ett flertal bokomslag, särskilt för lättare och humoristiska romaner, där hans klatschiga illustrationer kommit väl till pass. Schwab var en mångsidig konstnär och utförde ett flertal affischer, ofta i en tyskpåverkad plakatstil, komponerade Exlibris och tillverkade keramik under besök i Danmark, som låg i anknytning till Thorvald Bindesbølls formgivning samt utförde skisser för teaterdekorationer. Bland hans offentliga arbeten märks glasmålningar till Hjorthagens kapell i Stockholm och Tillinge kyrka i Uppland. Hans stafflimåleri består av blomsterstilleben, skärgårdsmotiv, bruksbilder och slättlandskap. Hans bruksbilder har förutom det konstnärliga värdet ett stort kulturhistoriskt intresse – bland annat målade han en serie från järnbruk och industrier på uppdrag av Uddeholmsbolaget 1945–1946. Han var även en god berättare och framträdde med essäer och roliga radiokåserier och han utgav 1940 barnboken När Tulla och Lollo skrämde trollen. 
Han var även en hängiven föreningsmänniska och valdes till ett flertal poster inom olika föreningar han var bland annat ordförande i Svenska tecknarförbundet 1911–1913, han ledde Konstnärsklubben 1937–1940 och var 1938–1940 ordförande i Konstnärernas riksorganisation, som han själv var en av initiativtagare till, han var ständig medlem i Publicistklubben samt medlem i Grafiska sällskapet. Han var sakkunnig i ecklesiastikminister Arthur Engbergs kommitté som skulle utreda möjligheten att bereda konstnärerna statliga beställningar 1936. Han förlänades professors titel 1939. Han debuterade i en utställning med Torsten Schonberg hos Konstföreningen i Stockholm 1913 och hade därefter separatutställningar på bland annat Konstakademien, Svensk-franska konstgalleriet, Konstnärshuset och i ett flertal svenska landsortsstäder. Tillsammans med Edvin Ollers och Ellis Wallin ställde han ut på Göteborgs konsthall 1939. Han medverkade i ett flertal samlingsutställningar arrangerade av Sveriges allmänna konstförening samt i Baltiska utställningen, den internationella konstutställningen i Rom, den internationella grafikutställningen i Leipzig, Grafiska sällskapets utställningar på Konstakademien och Malmö museum samt i utställningen av fransk och svensk konst på Maison Watteau i Paris. Schwab var representerad vid Stockholms stadsmuseums utställning 64 konstnärer ser på Stockholm, Tekniska museets 16 konstnärer utställa industrimotiv och en minnesutställning med hans konst visades på Nationalmuseum 1954 som senare flyttades till Norrköping, Nyköping och Gävle. I Norrtälje visades ett urval av hans konst 1959 och 2007 och i Vänersborg och Uppsala visades hans illustrationer till Fridas bok 1961. Schwab är representerad vid Nationalmuseum och Moderna museet i Stockholm, Statens porträttsamling, Göteborgs museum, Norrköpings konstmuseum, Kalmar konstmuseum, Örebro läns museum, Uppsala universitetsbibliotek, Moderna museet, Kunsthalle i Hamburg, kopparstickskabinettet i Dresden, Watson Collection i New York och på Gripsholms slott.

### Familj
Schwab var son till den norske köpmannen Wilhelm August Hansen och Christina Edelberg. Han var gift tre gånger, första gången 1907–1921 med Anna Axén, den andra gången 1922–1926 med Ebba Hellsten och den tredje gången från 1927 med Runa Lindahl. Tillsammans med Anna Axén fick han sonen Per Schwab och i det tredje äktenskapet föddes Tulla Schwab-Andersson och Christer Schwab.